# وليم صليبا
وليم ألان أندريه جبرييل صليبا (بالفرنسية: William Alain André Gabriel Saliba)‏ هو لاعب كرة قدم فرنسي، ولد في 24 مارس 2001 في بوندي في فرنسا، يلعب لنادي أرسنال الإنجليزي ول‍منتخب فرنسا لكرة القدم في مركز الدفاع. والده لبناني ووالدته من الكاميرون.

## وصلات خارجية
- وليم صليبا على موقع الاتحاد الأوربي (الإنجليزية)
- وليم صليبا على موقع رابطة كرة القدم الفرنسية للمحترفين (الإنجليزية)
- وليم صليبا على موقع إي إس بي إن إف سي (الإنجليزية)
- وليم صليبا على موقع قاعدة بيانات كرة القدم.إي يو (الإنجليزية)
- وليم صليبا على موقع ليكيب (الفرنسية)
- وليم صليبا على موقع ناشيونال فوتبول تيمز (الإنجليزية)
- وليم صليبا على موقع Soccerbase.com (لاعب) (الإنجليزية)
- وليم صليبا على موقع Soccerway.com (الإنجليزية)
- وليم صليبا على موقع عالم كرة القدم.نت (الإنجليزية)
- وليم صليبا على موقع كووورة